# Madilyn Bailey
Madilyn Bailey, artiestennaam van Madilyn Wold (2 september 1992) is een Amerikaanse zangeres.

## Levensloop en carrière
Bailey werd bekend in 2015 met haar cover van Titanium van David Guetta en Sia Furler. Het nummer bereikte de 18de plaats in de Ultratop 50 (Vlaanderen) en de 4de plaats in de Ultratop (Wallonië). In de Franse hitparade stond het nummer 33 weken genoteerd met een piekpositie op 13. Bailey werd ontdekt op YouTube, waar ze haar akoestische covers postte. Ze bracht tussen 2012 en 2015 zes albums uit, allemaal bestaande uit covers van onder meer One Direction, Sia Furler, Avicii en David Guetta.

## Discografie
| Single met hitnotering(en) in de Vlaamse Ultratop 50 | Datum van verschijnen | Datum van binnenkomst | Hoogste positie | Aantal weken | Opmerkingen |
| ---------------------------------------------------- | --------------------- | --------------------- | --------------- | ------------ | ----------- |
| Titanium                                             | 2015                  | 15-08-2015            | 18              | *13          |             |

- Bibliothèque nationale de France: cb17001740j (data)
- International Standard Name Identifier: 0000 0004 5858 2007
- MusicBrainz: 9b92b0c8-b87f-470b-880a-40181065583a
- Virtual International Authority File: 917144783277113231913